# اولگا دارماتی
اولگا دارماتی (انگلیسی: Olga Gyarmati; تلفظ مجاری: [ˈolɡɒ ˈɟɒrmɒti]; ۵ اکتبر ۱۹۲۴ – ۲۷ اکتبر ۲۰۱۳) ورزشکار پرش طول اهل مجارستان بود.
وی در مسابقات کشوری و بین‌المللی در مجموع برندهٔ ۱ مدال طلا شده‌است.